# Culo nero
Culo nero (titolo originale Blackass) è un romanzo scritto da A. Igoni Barrett.

## Trama
Una mattina Furo Wariboko, giovane disoccupato di Egbeda, si sveglia e scopre di essere diventato un oyibo, ovvero un bianco. Esce di casa senza farsi vedere dalla sorella e dai genitori per andare a un colloquio di lavoro ottenuto dopo numerose richieste di impiego. In quanto bianco, fa colpo e ottiene il posto di venditore di libri sul marketing. 
Senza soldi e non potendo tornare a casa, passa la notte in un rifugio di fortuna sotto l'assedio delle zanzare. Il giorno dopo, al centro commerciale, conosce Igoni un uomo che gli offre un frappé e che poi se ne va per un impegno. Mentre Furo è ancora al tavolo, sopraggiunge Syreeta, avvenente ragazza che lo ospita a casa sua e con la quale nasce una relazione disimpegnata. Mostrandosi nudo davanti a lei, Furo scopre di avere il sedere ancora nero, segno del suo passato. Syreeta concede i suoi favori a un uomo importante in cambio di una vita agiata, un appartamento e un'automobile. Grazie a Syreeta, Furo ottiene un passaporto in breve tempo e due settimane dopo inizia a lavorare. Cambia nome e si fa chiamare Frank Whyte. Sul lavoro si dimostra poco capace, ma la fortuna di essere bianco gli va in soccorso: un cliente gli propone un lavoro molto meglio remunerato, con auto aziendale e appartamento. Furo accetta, sapendo di tradire così sia il suo capo Arinze, sia Syreeta, che dovrà lasciare per trasferirsi nel nuovo appartamento. Quando Syreeta gli dice di essere incinta, Furo le promette di sposarla ma di non essere pronto per avere un bambino.
Nel frattempo Igoni, incuriosito dall'incontro con un bianco squattrinato, aveva fatto delle ricerche su Furo e aveva scoperto il suo segreto. Anche Igoni però ha avuto una metamorfosi: è diventato una donna.
Furo abbandona Syreeta lasciandole un bigliettino e prima di lasciare Lagos accetta di passare da Igoni che gli dice di aver preso contatto con sua sorella che arriverà a breve. Furo attende quindi l'arrivo della sua famiglia e la fine del castello di menzogne che aveva costruito.